# Nellie (Ohio)
Pour les articles homonymes, voir Nellie.
Nellie est un village américain situé dans le comté de Coshocton, dans l'Ohio. Selon le recensement de 2010, sa population est de 131 habitants.